# Kościół św. Józefa i klasztor Bernardynek w Chęcinach
Kościół świętego Józefa i klasztor Bernardynek – rzymskokatolicki zespół kościelno-klasztorny w Chęcinach w województwie świętokrzyskim.
Świątynia została zbudowana w stylu wczesnobarokowym.  Jest złożona z dwuprzęsłowej nawy z półkolistą absydą prezbiterialną (pochodzącą prawdopodobnie z XVI wieku) i nowszej części zachodniej (zbudowanej po 1673 roku), również dwuprzęsłowej, z chórem zakonnym znajdującym się na piętrze. Przy prezbiterium, od strony południowej i wschodniej, są umieszczone: przedsionek, zakrystia i składzik. Przy nawie jest dobudowana wąska, prostokątna kaplica. Zachodnia elewacja kościoła wygląda bardzo skromnie i jest zwieńczona trójkątnie – ozdobiona jest jedynie lizenami i niszami. Na osi jest umieszczony portal, a nad nim znajduje się okno.
Klasztor powstał pod koniec XVII wieku dla zakonu klarysek. W 1700 i 1731 roku został zniszczony przez pożary. W XIX wieku został gruntownie przebudowany. Klaryski mieszkały w klasztorze do początku XX wieku. Od 1930 roku klasztor jest własnością sióstr Bernardynek. Klasztor składa się z dwóch prostokątnych budynków, obecnie nie posiadających cech stylowych. Po obu stronach korytarza są umieszczone klasztorne pomieszczenia, część jest nakryta sklepieniami, a resztę - w tym również refektarz nakrywają płaskie stropy. Północna elewacja klasztoru, właściwie najbardziej reprezentacyjna, oprócz bardzo prostych obramień okien wygląda bardzo skromnie.